# NHL (2022/2023)
Sezon NHL 2022/2023 – 105. sezon gry National Hockey League, a 106. jej działalności. Pierwsze mecze sezonu zasadniczego odbyły się 7 października 2022 roku. Sezon zasadniczy zakończył się 14 kwietnia 2023 roku. Puchar Stanleya rozpoczął się 17 kwietnia 2023. Tytułu mistrzowskiego broni drużyna Colorado Avalanche.

## Wydarzenia przedsezonowe

### NHL Entry Draft 2022
W dniach 7–8 lipca 2022 w hali Bell Center w Montrealu w odbył się 60 draft w historii. Z numerem jeden został wybrany Słowak Juraj Slafkovský przez klub Montreal Canadiens, z numerem drugim Słowak Šimon Nemec przez New Jersey Devils, a z numerem trzecim Amerykanin Logan Cooley przez Arizona Coyotes.

### Mecze przedsezonowe
Tradycyjnie we wrześniu i październiku 32 zespołów NHL rozgrywało spotkania kontrolne. Dla propagowania Ligi NHL na świecie 3 października Nashville Predators rozegrało spotkania w Bernie z SC Bern i 4 października San Jose Sharks w Berlinie z Eisbären Berlin.

## Sezon regularny

### NHL Global Series
Po przerwie NHL kontynuuje rozgrywanie meczów sezonu zasadniczego poza Ameryką Północną. 7 i 8 października w Pradze (Czechy) odbyły się spotkania Nashville Predators z San Jose Sharks. Zwyciężyła drużyna Nashville 4:1 i 3:2. 4 i 5 listopada w Tampere (Finlandia) doszło do meczów Columbus Blue Jackets z Colorado Avalanche. W obydwu spotkaniach zwyciężyła drużyna Avalanche 6:3 i 5:1.

### NHL Winter Classic
2 stycznia 2023 odbyło się tradycyjne spotkanie w ramach NHL Winter Classic. Na otwartym stadionie Fenway Park w Bostonie zmierzyły się drużyny Boston Bruins i Pittsburgh Penguins. Zwyciężyła 2:1 drużyna z Bostonu.

### NHL All-Star Game
Mecz Gwiazd. Weekend Gwiazd ligi NHL odbył się 3 i 4 lutego 2023 w hali FLA Live Arena w Sunrise, Floryda. Gospodarzem po raz drugi (poprzednio w 2003) była miejscowa drużyna Florida Panthers. Pierwszego dnia tradycyjnie odbyły się m. innymi konkursy: najszybszego hokeisty, siły i dokładności strzału, uzupełnione elementami rozrywkowymi. Drugiego dnia odbyły się mecze pomiędzy drużynami reprezentującymi poszczególne dywizje. W meczach półfinałowych, w ramach poszczególnych Konferencji, zwyciężyły drużyny Dywizji Centralnej i Dywizji Atlantyckiej. W finale zwyciężyła, po raz pierwszy, drużyna Dywizji Atlantyckiej 7 : 5. MVP wybrany został Matthew Tkachuk.

### NHL Stadium Series
Po meczu w ramach NHL Winter Clasic 18 lutego 2023 odbył się kolejny mecz na otwartym stadionie. Na Carter–Finley Stadium w Raleigh, Karolina Północna, zmierzyły się drużyny Carolina Hurricanes i Washington Capitals. Zwyciężyła drużyna z Karoliny 4 : 1.

### Tabele końcowe sezonu regularnego
W tabelach przedstawiono wyniki końcowe w poszczególnych dywizjach.
W przypadku równej ilości punktów pozycję każdego zespołu w dywizjach i konferencjach określa się w następującej kolejności:
1. Większa procentowa liczba zdobytych punktów w rozegranych meczach, w tabelach podane w kolumnie P%
2. Większa liczba zwycięstw w czasie regularnym (nie po dogrywce lub rzutach karnych), w tabelach podane w kolumnie ZR;
3. Większa liczba zwycięstw w czasie regularnym lub po dogrywce (nie po rzutach karnych), w tabelach podane w kolumnie ZRD;
4. Większa liczba zwycięstw (również po dogrywce i rzutach karnych)
5. Punkty we wzajemnych meczach;
6. Różnica bramek we wszystkich meczach;
7. Większa liczba strzelonych bramek, w tabelach podane w kolumnie ZB.

| Konferencja Wschodnia  |                       |    |    |    |    |     |     |     |      |    |     |
| Dywizja Metropolitalna |                       |    |    |    |    |     |     |     |      |    |     |
| Tabela końcowa         |                       |    |    |    |    |     |     |     |      |    |     |
| Lp.                    | Drużyna               | M  | Z  | P  | PK | ZB  | SB  | Pkt | P%   | ZR | ZRD |
| 1.                     | Carolina Hurricanes   | 82 | 52 | 21 | 9  | 266 | 213 | 113 | 68,9 | 39 | 48  |
| 2.                     | New Jersey Devils     | 82 | 52 | 22 | 8  | 291 | 226 | 112 | 68,3 | 39 | 50  |
| 3.                     | New York Rangers      | 82 | 47 | 22 | 13 | 277 | 219 | 107 | 65,2 | 37 | 43  |
| 4.                     | New York Islanders    | 82 | 42 | 31 | 9  | 243 | 222 | 93  | 56,7 | 36 | 41  |
| 5.                     | Pittsburgh Penguins   | 82 | 40 | 31 | 11 | 262 | 264 | 91  | 55,5 | 31 | 39  |
| 6.                     | Washington Capitals   | 82 | 35 | 37 | 10 | 255 | 265 | 80  | 48,8 | 27 | 33  |
| 7.                     | Philadelphia Flyers   | 82 | 31 | 38 | 13 | 222 | 277 | 75  | 45,7 | 26 | 29  |
| 8.                     | Columbus Blue Jackets | 82 | 25 | 48 | 9  | 214 | 330 | 59  | 36,0 | 15 | 24  |

| Konferencja Wschodnia |                     |    |    |    |    |     |     |     |      |    |     |
| Dywizja Atlantycka    |                     |    |    |    |    |     |     |     |      |    |     |
| Tabela końcowa        |                     |    |    |    |    |     |     |     |      |    |     |
| Lp.                   | Drużyna             | M  | Z  | P  | PK | ZB  | SB  | Pkt | P%   | ZR | ZRD |
| 1.                    | Boston Bruins       | 82 | 65 | 12 | 5  | 305 | 177 | 135 | 82,3 | 54 | 61  |
| 2.                    | Toronto Maple Leafs | 82 | 50 | 21 | 11 | 279 | 222 | 111 | 67,7 | 42 | 49  |
| 3.                    | Tampa Bay Lightning | 82 | 46 | 30 | 6  | 283 | 254 | 98  | 59,8 | 38 | 43  |
| 4.                    | Florida Panthers    | 82 | 42 | 32 | 8  | 290 | 273 | 92  | 56,1 | 36 | 40  |
| 5.                    | Buffalo Sabres      | 82 | 42 | 33 | 7  | 296 | 300 | 91  | 55,5 | 30 | 39  |
| 6.                    | Ottawa Senators     | 82 | 39 | 35 | 8  | 261 | 271 | 86  | 52,4 | 31 | 37  |
| 7.                    | Detroit Red Wings   | 82 | 35 | 37 | 10 | 240 | 279 | 80  | 48,8 | 28 | 32  |
| 8.                    | Montreal Canadiens  | 82 | 31 | 45 | 6  | 232 | 307 | 68  | 41,5 | 21 | 26  |

| Konferencja Zachodnia |                      |    |    |    |    |     |     |     |      |    |     |
| Dywizja Pacyficzna    |                      |    |    |    |    |     |     |     |      |    |     |
| Tabela końcowa        |                      |    |    |    |    |     |     |     |      |    |     |
| Lp.                   | Drużyna              | M  | Z  | P  | PK | ZB  | SB  | Pkt | P%   | ZR | ZRD |
| 1.                    | Vegas Golden Knights | 82 | 51 | 22 | 9  | 272 | 229 | 111 | 67,7 | 38 | 46  |
| 2.                    | Edmonton Oilers      | 82 | 50 | 23 | 9  | 325 | 260 | 109 | 66,5 | 45 | 50  |
| 3.                    | Los Angeles Kings    | 82 | 47 | 25 | 10 | 280 | 257 | 104 | 63,4 | 37 | 41  |
| 4.                    | Seattle Kraken       | 82 | 46 | 28 | 8  | 289 | 256 | 100 | 61,0 | 37 | 46  |
| 5.                    | Calgary Flames       | 82 | 38 | 27 | 17 | 260 | 252 | 93  | 56,7 | 31 | 36  |
| 6.                    | Vancouver Canucks    | 82 | 38 | 37 | 7  | 276 | 298 | 83  | 50,6 | 24 | 32  |
| 7.                    | San Jose Sharks      | 82 | 22 | 44 | 16 | 234 | 321 | 60  | 36,6 | 16 | 21  |
| 8.                    | Anaheim Ducks        | 82 | 23 | 47 | 12 | 209 | 338 | 58  | 35,4 | 13 | 20  |

| Konferencja Zachodnia |                     |    |    |    |    |     |     |     |      |    |     |
| Dywizja Centralna     |                     |    |    |    |    |     |     |     |      |    |     |
| Tabela końcowa        |                     |    |    |    |    |     |     |     |      |    |     |
| Lp.                   | Drużyna             | M  | Z  | P  | PK | ZB  | SB  | Pkt | P%   | ZR | ZRD |
| 1.                    | Colorado Avalanche  | 82 | 51 | 24 | 7  | 280 | 226 | 109 | 66,5 | 36 | 45  |
| 2.                    | Dallas Stars        | 82 | 47 | 21 | 14 | 285 | 218 | 108 | 65,9 | 39 | 43  |
| 3.                    | Minnesota Wild      | 82 | 46 | 25 | 11 | 246 | 225 | 103 | 62,8 | 34 | 39  |
| 4.                    | Winnipeg Jets       | 82 | 46 | 33 | 3  | 247 | 225 | 95  | 57,9 | 36 | 45  |
| 5.                    | Nashville Predators | 82 | 42 | 32 | 8  | 229 | 238 | 92  | 56,1 | 29 | 36  |
| 6.                    | St. Louis Blues     | 82 | 37 | 38 | 7  | 263 | 301 | 81  | 49,4 | 27 | 34  |
| 7.                    | Arizona Coyotes     | 82 | 28 | 40 | 14 | 228 | 299 | 70  | 42,7 | 20 | 25  |
| 8.                    | Chicago Blackhawks  | 82 | 26 | 49 | 7  | 204 | 301 | 59  | 36,0 | 18 | 24  |

Legenda:     = zwycięzca Pucharu Prezydenta,     = mistrz dywizji,     = awans do playoff,     = awans do playoff jako „dzika karta”

### Najlepsi zawodnicy sezonu regularnego
Zawodnicy z pola
| Punkty                                     | Punkty | Gole                 | Gole | Asysty                                   | Asysty | +/−                   | +/− |
| ------------------------------------------ | ------ | -------------------- | ---- | ---------------------------------------- | ------ | --------------------- | --- |
| Connor McDavid (EDM)                       | 153    | Connor McDavid (EDM) | 64   | Connor McDavid (EDM)                     | 89     | Hampus Lindholm (BOS) | +49 |
| Leon Draisaitl (EDM)                       | 128    | David Pastrňák (BOS) | 61   | Nikita Kuczerow (TBL)                    | 83     | Matt Grzelcyk (BOS)   | +46 |
| David Pastrňák (BOS) Nikita Kuczerow (TBL) | 113    | Mikko Rantanen (COL) | 55   | Leon Draisaitl (EDM) Erik Karlsson (SJS) | 76     | Brandon Carlo (BOS)   | +44 |
| David Pastrňák (BOS) Nikita Kuczerow (TBL) | 113    | Leon Draisaitl (EDM) | 52   | Leon Draisaitl (EDM) Erik Karlsson (SJS) | 76     | Joe Pavelski (DAL)    | +42 |
| Nathan MacKinnon (COL)                     | 111    | Brayden Point (TBL)  | 51   | Mitchell Marner (TOR) + 3 zawodników     | 69     | Tomáš Tatar (NJD)     | +41 |

Bramkarze

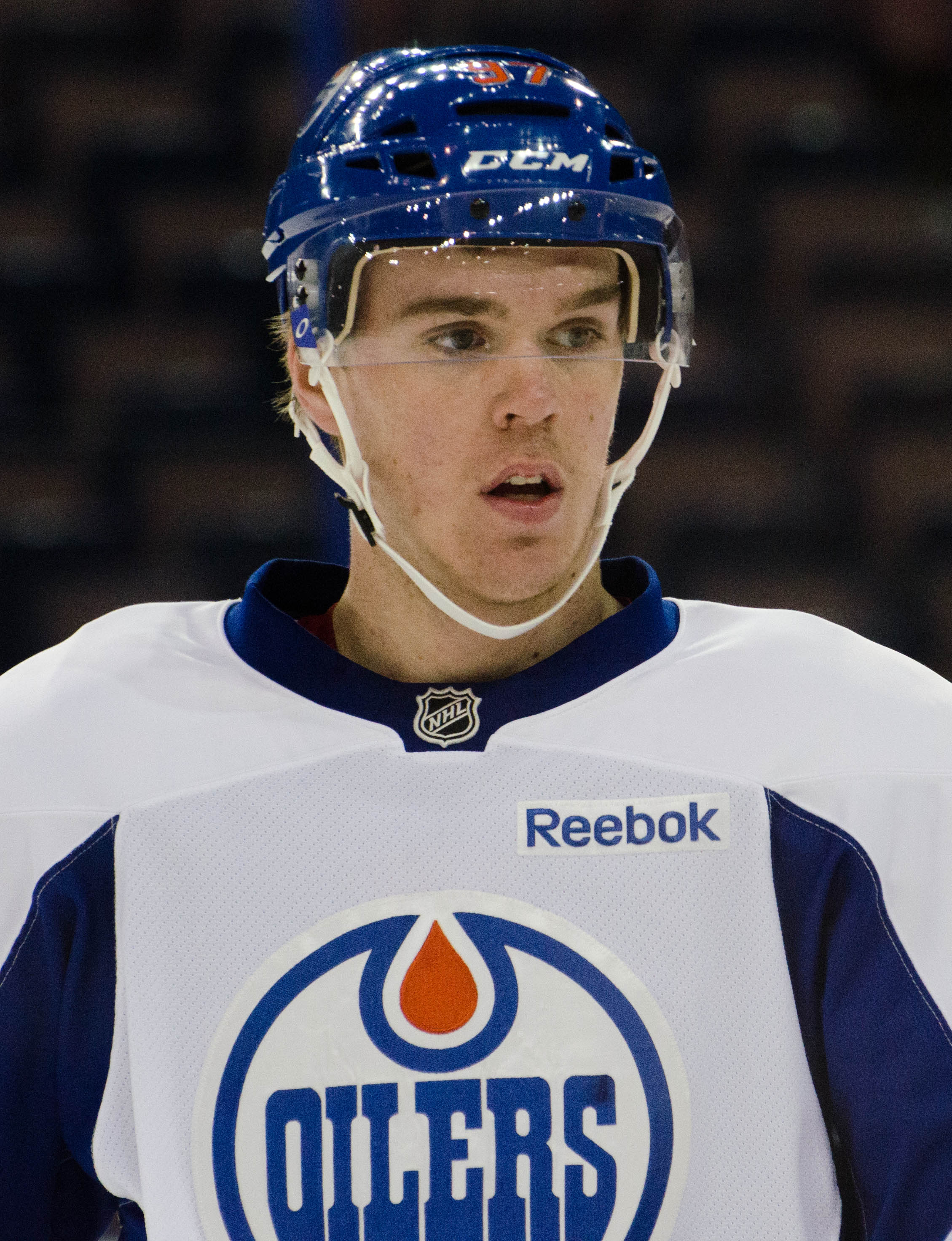
Connor McDavid

W zestawieniu ujęto bramkarzy, którzy wystąpili minimum w 25 spotkaniach.

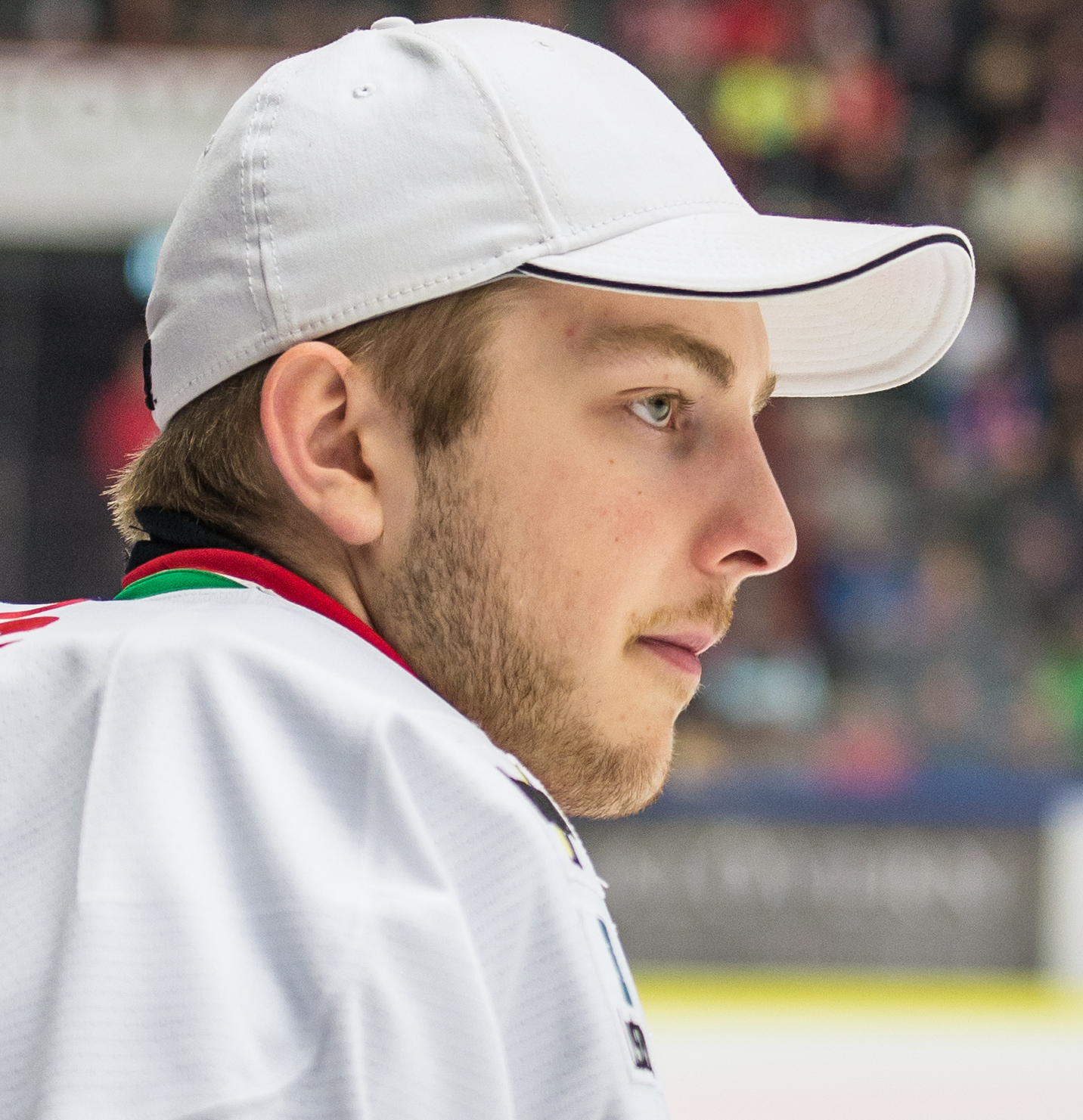
Linus Ullmark

| Obrony (w %)                                 | Obrony (w %) | GAA                    | GAA  | Shutouty                                                          | Shutouty | Zwycięstwa                                                          | Zwycięstwa |
| -------------------------------------------- | ------------ | ---------------------- | ---- | ----------------------------------------------------------------- | -------- | ------------------------------------------------------------------- | ---------- |
| Linus Ullmark (BOS)                          | .938         | Linus Ullmark (BOS)    | 1.89 | Ilja Sorokin (NYI)                                                | 6        | Linus Ullmark (BOS) Aleksandr Georgiew (COL)                        | 40         |
| Filip Gustavsson (MIN)                       | .931         | Filip Gustavsson (MIN) | 2.10 | Darcy Kuemper (WSH) Aleksandr Georgiew (COL) Jake Oettinger (DAL) | 5        | Linus Ullmark (BOS) Aleksandr Georgiew (COL)                        | 40         |
| Ilja Sorokin (NYI)                           | .924         | Antti Raanta (CAR)     | 2.23 | Darcy Kuemper (WSH) Aleksandr Georgiew (COL) Jake Oettinger (DAL) | 5        | Igor Szestiorkin (NYR) Connor Hellebuyck (WPG) Jake Oettinger (DAL) | 37         |
| Jeremy Swayman (BOS) Connor Hellebuyck (WPG) | .920         | Jeremy Swayman (BOS)   | 2.27 | Darcy Kuemper (WSH) Aleksandr Georgiew (COL) Jake Oettinger (DAL) | 5        | Igor Szestiorkin (NYR) Connor Hellebuyck (WPG) Jake Oettinger (DAL) | 37         |
| Jeremy Swayman (BOS) Connor Hellebuyck (WPG) | .920         | Ilja Samsonow (TOR)    | 2.33 | Jeremy Swayman (BOS) + 6 bramkarzy                                | 4        | Igor Szestiorkin (NYR) Connor Hellebuyck (WPG) Jake Oettinger (DAL) | 37         |

### „Kamienie milowe” sezonu regularnego
Jubileuszowe i rekordowe osiągnięcia, które miały miejsce w trakcie sezonu zasadniczego 2022–2023.
| Data            | Osiągnięcie | Osiągnięcie |
| --------------- | --- | ----------- |
| 20 października | Milan Lucic (Calgary Flames) wystąpił po raz 1100 w spotkaniu z Buffalo Sabres. Jest 212 zawodnikiem w historii ligi NHL, który rozegrał 1100 i więcej spotkań. |             |
| 20 października | Alex Goligoski (Minnesota Wild) wystąpił po raz 1000 w spotkaniu z Vancouver Canucks. Jest 371 zawodnikiem w historii ligi NHL, który rozegrał 1000 i więcej spotkań. |             |
| 25 października | Phil Kessel (Vegas Golden Knights) wystąpił kolejno po raz 990 w spotkaniu z San Jose Sharks. Jest pierwszym zawodnikiem w historii ligi NHL, który rozegrał 990 kolejnych spotkań. Wyprzedził dotychczasowego rekordzistę Keitha Yandle. Zdobył również 400 gola jako 106 zawodnik w historii ligi NHL.                                                                                |             |
| 28 października | Josh Bailey (New York Islanders) wystąpił po raz 1000 w spotkaniu z Carolina Hurricanes. Jest 372 zawodnikiem w historii ligi NHL, który rozegrał 1000 i więcej spotkań. |             |
| 29 października | Jordan Staal (Carolina Hurricanes) wystąpił po raz 1100 w spotkaniu z Philadelphia Flyers. Jest 213 zawodnikiem w historii ligi NHL, który rozegrał 1100 i więcej spotkań. Jubileusz uświetnił bramką. |             |
| 5 listopada     | Sidney Crosby (Pittsburgh Penguins) zaliczył 900 asystę przy golu Jake Guentzela w meczu z Seattle Kraken. Jest 20 zawodnikiem w historii ligi NHL, który zaliczył 900 lub więcej asyst. |             |
| 5 listopada     | Siergiej Bobrowski (Florida Panthers) wystąpił po raz 600 w spotkaniu z Los Angeles Kings. Jest 53 bramkarzem w historii ligi NHL, który rozegrał 600 i więcej spotkań. |             |
| 9 listopada     | Eric Staal (Florida Panthers) wystąpił po raz 1300 w spotkaniu z Carolina Hurricanes. Jest 64 zawodnikiem w historii ligi NHL, który rozegrał 1300 i więcej spotkań. |             |
| 15 listopada    | John Tavares (Toronto Maple Leafs) zdobył 400 gola w meczu z Pittsburgh Penguins. Jest 107 zawodnikiem w historii ligi NHL, który zdobył 400 i więcej bramek. |             |
| 15 listopada    | Steven Stamkos (Tampa Bay Lightning) zaliczył 500 asystę przy golu Alexa Killorna w meczu z Dallas Stars. Jest 161 zawodnikiem w historii ligi NHL, który zaliczył 500 lub więcej asyst. |             |
| 17 listopada    | Phil Kessel (Vegas Golden Knights) został pierwszym zawodnikiem w historii ligi NHL, który rozegrał 1000 kolejnych spotkań. |             |
| 20 listopada    | Jewgienij Małkin (Pittsburgh Penguins) wystąpił po raz 1000 w spotkaniu z Chicago Blackhawks. Jest 373 zawodnikiem w historii ligi NHL, który rozegrał 1000 i więcej spotkań. |             |
| 21 listopada    | Patrice Bergeron (Boston Bruins) zdobył 1000 punkt asystując przy golu Brada Marchanda w meczu z Tampa Bay Lightning. Jest 94 zawodnikiem w historii ligi NHL, który tego dokonał. |             |
| 23 listopada    | Jonathan Toews (Chicago Blackhawks) zaliczył 500 asystę przy golu Connora Murphy’ego w meczu z Dallas Stars. Jest 162 zawodnikiem w historii ligi NHL, który zaliczył 500 lub więcej asyst. |             |
| 23 listopada    | Ryan Suter (Dallas Stars) wystąpił po raz 1300 w spotkaniu z Chicago Blackhawks. Jest 65 zawodnikiem w historii ligi NHL, który rozegrał 1300 i więcej spotkań. |             |
| 1 grudnia       | Steven Stamkos (Tampa Bay Lightning) zdobył 1000 punkt asystując przy golu Nicholasa Paula w meczu z Philadelphia Flyers. Jest 95 zawodnikiem w historii ligi NHL, który tego dokonał. |             |
| 3 grudnia       | Patrick Kane (Chicago Blackhawks) zdobył 1200 punkt asystując przy golu Taylora Raddysha w meczu z New York Rangers. Jest 50 zawodnikiem w historii ligi NHL, który zdobył 1200 i więcej punktów. |             |
| 3 grudnia       | Aleksander Owieczkin (Washington Capitals) wystąpił po raz 1300 w spotkaniu z Calgary Flames. Jest 66 zawodnikiem w historii ligi NHL, który rozegrał 1300 i więcej spotkań oraz 14, który rozegrał je w jednym klubie. |             |
| 3 grudnia       | Corey Perry (Tampa Bay Lightning) wystąpił po raz 1200 w spotkaniu z Toronto Maple Leafs. Jest 123 zawodnikiem w historii ligi NHL, który rozegrał 1200 i więcej spotkań. |             |
| 10 grudnia      | David Perron (Detroit Red Wings) wystąpił po raz 1000 w spotkaniu z Dallas Stars. Jest 374 zawodnikiem w historii ligi NHL, który rozegrał 1000 i więcej spotkań. |             |
| 13 grudnia      | Aleksander Owieczkin (Washington Capitals) zdobył 800 bramkę w spotkaniu z Chicago Blackhawks. Jest 3 zawodnikiem w historii ligi NHL, który zdobył 800 i więcej bramek. |             |
| 15 grudnia      | Paul Stastny (Carolina Hurricanes) wystąpił po raz 1100 w spotkaniu z Seattle Kraken. Jest 214 zawodnikiem w historii ligi NHL, który rozegrał 1100 i więcej spotkań. |             |
| 17 grudnia      | Joe Pavelski (Dallas Stars) wystąpił po raz 1200 w spotkaniu z Carolina Hurricanes. Jest 124 zawodnikiem w historii ligi NHL, który rozegrał 1200 i więcej spotkań. |             |
| 22 grudnia      | Jeff Carter (Pittsburgh Penguins) wystąpił po raz 1200 w spotkaniu z Carolina Hurricanes. Jest 125 zawodnikiem w historii ligi NHL, który rozegrał 1200 i więcej spotkań. |             |
| 23 grudnia      | Aleksander Owieczkin (Washington Capitals) zdobył 802 bramkę w spotkaniu z Winnipeg Jets i został drugim zawodnikiem w historii ligi NHL pod względem ilości zdobytych bramek. Wyprzedził Gordie Howe’a. |             |
| 29 grudnia      | Sam Gagner (Winnipeg Jets) wystąpił po raz 1000 w spotkaniu z Vancouver Canucks. Jest 375 zawodnikiem w historii ligi NHL, który rozegrał 1000 i więcej spotkań. |             |
| 31 grudnia      | Alexander Edler (Los Angeles Kings) wystąpił po raz 1000 w spotkaniu z Philadelphia Flyers. Jest 376 zawodnikiem w historii ligi NHL, który rozegrał 1000 i więcej spotkań. |             |
| 1 stycznia      | Marc-Édouard Vlasic (San Jose Sharks) wystąpił po raz 1200 w spotkaniu z Chicago Blackhawks. Jest 126 zawodnikiem w historii ligi NHL, który rozegrał 1200 i więcej spotkań. Jubileusz uświetnił bramką. |             |
| 5 stycznia      | Connor McDavid (Edmonton Oilers) zaliczył 500 asystę przy golu Kailera Yamamoto w meczu z New York Islanders. Jest 163 zawodnikiem w historii ligi NHL, który zaliczył 500 asyst lub więcej. |             |
| 6 stycznia      | Eric Staal (Florida Panthers) zaliczył 600 asystę przy golu Gustava Forslinga w meczu z Detroit Red Wings. Jest 95 zawodnikiem w historii ligi NHL, który zaliczył 600 asyst lub więcej. |             |
| 8 stycznia      | Patrice Bergeron (Boston Bruins) zaliczył 600 asystę przy golu Davida Pastrňáka w meczu z Anaheim Ducks. Jest 96 zawodnikiem w historii ligi NHL, który zaliczył 600 asyst lub więcej. |             |
| 9 stycznia      | Anže Kopitar (Los Angeles Kings) zdobył 1100 punkt asystując przy golu Kevina Fiali w meczu z Edmonton Oilers. Jest 65 zawodnikiem w historii ligi NHL, który tego dokonał. |             |
| 16 stycznia     | David Krejčí (Boston Bruins) wystąpił po raz 1000 w spotkaniu z Philadelphia Flyers. Jest 377 zawodnikiem w historii ligi NHL, który rozegrał 1000 i więcej spotkań. |             |
| 18 stycznia     | Steven Stamkos (Tampa Bay Lightning) zdobył 500 gola w meczu z Vancouver Canucks. Jest 47 zawodnikiem w historii ligi NHL, który zdobył 500 bramek i więcej. |             |
| 23 stycznia     | Craig Anderson (Buffalo Sabres) wystąpił po raz 700 w spotkaniu z Boston Bruins. Jest 31 bramkarzem w historii ligi NHL, który rozegrał 700 i więcej spotkań. |             |
| 24 stycznia     | Andriej Wasilewski (Tampa Bay Lightning) wystąpił po raz 250 w zwycięskim spotkaniu. Jest 64 bramkarzem w historii ligi NHL, który uzyskał taką liczbę zwycięstw. |             |
| 29 stycznia     | Brent Burns (Carolina Hurricanes) wystąpił po raz 1300 w spotkaniu z Boston Bruins. Jest 67 zawodnikiem w historii ligi NHL, który rozegrał 1300 i więcej spotkań. |             |
| 29 stycznia     | John Tavares (Toronto Maple Leafs) wystąpił po raz 1000 w spotkaniu z Washington Capitals. Jest 378 zawodnikiem w historii ligi NHL, który rozegrał 1000 i więcej spotkań. |             |
| 6 lutego        | Jamie Benn (Dallas Stars) wystąpił po raz 1000 w spotkaniu z Anaheim Ducks. Jest 379 zawodnikiem w historii ligi NHL, który rozegrał 1000 i więcej spotkań. |             |
| 9 lutego        | Siergiej Bobrowski (Florida Panthers) wystąpił po raz 350 w zwycięskim spotkaniu. Jest 25 bramkarzem w historii ligi NHL, który uzyskał taką liczbę zwycięstw. |             |
| 10 lutego       | Jewgienij Małkin (Pittsburgh Penguins) zdobył 1200 punkt asystując przy golu Bryana Rusta w meczu z Anaheim Ducks. Jest 51 zawodnikiem w historii ligi NHL, który tego dokonał. |             |
| 11 lutego       | Victor Hedman (Tampa Bay Lightning) zaliczył 500 asystę przy golu Anthony’ego Cirelliego w meczu z Dallas Stars. Jest 164 zawodnikiem (33 obrońcą) w historii ligi NHL, który zaliczył 500 asyst lub więcej. |             |
| 17 lutego       | Zach Parise (New York Islanders) wystąpił po raz 1200 w spotkaniu z Pittsburgh Penguins. Jest 127 zawodnikiem w historii ligi NHL, który rozegrał 1200 i więcej spotkań. Jubileusz uświetnił zwycięską bramką. |             |
| 25 lutego       | Linus Ullmark, bramkarz (Boston Bruins), strzelił gola w spotkaniu z Vancouver Canucks. Jest 13 bramkarzem w historii ligi NHL, który zdobył gola w trakcie sezonu zasadniczego. |             |
| 27 lutego       | Connor McDavid (Edmonton Oilers) strzelając dwie bramki w spotkaniu z Boston Bruins osiągnął po raz pierwszy 50 bramek w sezonie. Jest pierwszym graczem od sezonu 1995–1996, który osiągnął to przed końcem lutego Uzyskał to najszybciej z dziewięciu aktywnych zawodników którzy tego dokonali oraz szóstym, który równocześnie przekroczył 100 punktów w sezonie.                   |             |
| 28 lutego       | Blake Wheeler (Winnipeg Jets) zaliczył 600 asystę przy golu Josha Morrisseya w meczu z Los Angeles Kings. Jest 97 zawodnikiem w historii ligi NHL, który zaliczył 600 asyst lub więcej. |             |
| 2 marca         | Boston Bruins uzyskali 100 punktów w sezonie najszybciej w historii ligi NHL. Potrzebowali na to 61 spotkań. Poprawili rekord Montreal Canadiens z sezonu 1976–1977, którzy dokonali tego w 62 meczach. |             |
| 2 marca         | Derick Brassard (Ottawa Senators) wystąpił po raz 1000 w spotkaniu z New York Rangers. Jest 380 zawodnikiem w historii ligi NHL, który rozegrał 1000 i więcej spotkań. |             |
| 4 marca         | Blake Wheeler (Winnipeg Jets) wystąpił po raz 1100 w spotkaniu z Edmonton Oilers. Jest 215 zawodnikiem w historii ligi NHL, który rozegrał 1100 i więcej spotkań. |             |
| 7 marca         | Andrew Cogliano (Colorado Avalanche) wystąpił po raz 1200 w spotkaniu z San Jose Sharks. Jest 128 zawodnikiem w historii ligi NHL, który rozegrał 1200 i więcej spotkań. |             |
| 1 kwietnia      | Jack Johnson (Colorado Avalanche) wystąpił po raz 1100 w spotkaniu z Dallas Stars. Jest 216 zawodnikiem w historii ligi NHL, który rozegrał 1100 i więcej spotkań. |             |
| 2 kwietnia      | Kris Letang (Pittsburgh Penguins) wystąpił po raz 1000 w spotkaniu z Philadelphia Flyers. Jest 381 zawodnikiem w historii ligi NHL, który rozegrał 1000 i więcej spotkań. Wszystkie spotkania rozegrał w barwach Pittsburgh Penguins. |             |
| 2 kwietnia      | Boston Bruins zwyciężając St. Louis Blues został czwartym zespołem w historii ligi NHL, który wygrał co najmniej 60 meczów w sezonie zasadniczym. Wyrównał osiągnięcie Montreal Canadiens (60 zwycięstw w sezonie 1976–1977), Detroit Red Wings (62 zwycięstwa w sezonie 1995–1996) i Tampa Bay Lightning (62 zwycięstwa w sezonie 2018-19).                                            |             |
| 6 kwietnia      | Steven Stamkos (Tampa Bay Lightning) wystąpił po raz 1000 w spotkaniu z New York Islanders. Jest 382 zawodnikiem w historii ligi NHL, który rozegrał 1000 i więcej spotkań. Wszystkie spotkania rozegrał w barwach Tampa Bay Lightning. |             |
| 6 kwietnia      | Mark Giordano (Toronto Maple Leafs) wystąpił po raz 1100 w spotkaniu z Boston Bruins. Jest 217 zawodnikiem w historii ligi NHL, który rozegrał 1100 i więcej spotkań. |             |
| 8 kwietnia      | Connor McDavid (Edmonton Oilers) strzelając bramkę w spotkaniu z San Jose Sharks zdobył 150 punkt w sezonie zasadniczym. Jest 6 zawodnikiem w historii ligi NHL, który uzyskał w sezonie 150 lub więcej punktów. Przed nim dokonali tego Wayne Gretzky (9 razy), Mario Lemieux (4 razy), Steve Yzerman, Phil Esposito i Bernie Nicholls. Ostatni raz Mario Lemieux w sezonie 1995–1996. |             |
| 8 kwietnia      | Boston Bruins zwyciężając New Jersey Devils odniósł 62 zwycięstwo w sezonie zasadniczym i wyrównał rekordowe osiągnięcie Detroit Red Wings (62 zwycięstwa w sezonie 1995–1996) i Tampa Bay Lightning (62 zwycięstwa w sezonie 2018-19). |             |
| 8 kwietnia      | Sidney Crosby (Pittsburgh Penguins) zdobył 1500 punkt strzelając bramkę w meczu z Detroit Red Wings. Jest 15 zawodnikiem w historii ligi NHL, który tego dokonał. |             |
| 9 kwietnia      | Boston Bruins zwyciężając Philadelphia Flyers odniósł 63 zwycięstwo w sezonie zasadniczym i ustanowił nowy rekord ligi NHL w ilości zwycięstw w sezonie. Sezon zakończył z 65 zwycięstwami. |             |
| 10 kwietnia     | Claude Giroux (Ottawa Senators) zdobył 1000 punkt asystując przy bramce Tima Stützle w meczu z Carolina Hurricanes. Jest 96 zawodnikiem w historii ligi NHL, który tego dokonał. |             |
| 10 kwietnia     | Joe Pavelski (Dallas Stars) zdobył 1000 punkt strzelając gola w meczu z Detroit Red Wings. Jest 97 zawodnikiem w historii ligi NHL, który tego dokonał. |             |

## Play-off

### Rozstawienie
Po zakończeniu sezonu zasadniczego 16 zespołów zapewniło sobie start w fazie play-off. Drużyna Boston Bruins zdobywca Presidents’ Trophy uzyskała najlepszy wynik w lidze zdobywając w 82 spotkaniach 135 punktów. Jest to najwyżej rozstawiona drużyna. Kolejne miejsce rozstawione uzupełnili mistrzowie dywizji: Carolina Hurricanes, Vegas Golden Knights oraz Colorado Avalanche.

#### Konferencja Wschodnia
Dywizja atlantycka
1. Boston Bruins – 135 punktów, mistrz dywizji atlantyckiej i konferencji wschodniej, zdobywca Presidents’ Trophy
2. Toronto Maple Leafs – 111 punktów
3. Tampa Bay Lightning – 98 punktów
4. Florida Panthers – 92 punkty, dzika karta

Dywizja metropolitalna
1. Carolina Hurricanes – 113 punktów, mistrz dywizji metropolitalnej
2. New Jersey Devils – 112 punktów
3. New York Rangers – 107 punktów
4. New York Islanders – 93 punktów, dzika karta

#### Konferencja Zachodnia
Dywizja pacyficzna
1. Vegas Golden Knights – 111 punktów, mistrz dywizji pacyficznej i konferencji zachodniej
2. Edmonton Oilers – 109 punktów
3. Los Angeles Kings – 104 punkty
4. Seattle Kraken – 100 punktów, dzika karta

Dywizja centralna
1. Colorado Avalanche – 109 punktów, mistrz dywizji centralnej
2. Dallas Stars – 108 punktów
3. Minnesota Wild – 103 punkty
4. Winnipeg Jets – 95 punktów, dzika karta

### Drzewko playoff
Faza play-off rozgrywana jest w czterech rundach. Drużyna, która zajęła wyższe miejsce w sezonie zasadniczym w nagrodę zostaje gospodarzem ewentualnego siódmego meczu. Z tym, że zdobywca Presidents’ Trophy zawsze jest gospodarzem siódmego meczu. Wszystkie cztery rundy rozgrywane są w formule do czterech zwycięstw według schematu: 2-2-1-1-1, czyli wyżej rozstawiony rozgrywa mecze: 1 i 2 oraz ewentualnie 5 i 7 we własnej hali. Niżej rozstawiona drużyna rozgrywa mecze w swojej hali: trzeci, czwarty oraz ewentualnie szósty.
Pierwsze mecze play-off odbędą się 17 kwietnia 2023. Wyżej rozstawiona drużyna jest pokazana w górnym rzędzie pary.
|  |                          |                          |                          |                      |                      |                       |                       |                       |  |  |                    |                    |                    |  |  |                        |                        |                        |
|  | Ćwierćfinały Konferencji | Ćwierćfinały Konferencji | Ćwierćfinały Konferencji |                      |                      | Półfinały Konferencji | Półfinały Konferencji | Półfinały Konferencji |  |  | Finały Konferencji | Finały Konferencji | Finały Konferencji |  |  | Finał Pucharu Stanleya | Finał Pucharu Stanleya | Finał Pucharu Stanleya |
|  | Ćwierćfinały Konferencji | Ćwierćfinały Konferencji | Ćwierćfinały Konferencji |                      |                      | Półfinały Konferencji | Półfinały Konferencji | Półfinały Konferencji |  |  | Finały Konferencji | Finały Konferencji | Finały Konferencji |  |  | Finał Pucharu Stanleya | Finał Pucharu Stanleya | Finał Pucharu Stanleya |
|  |                          |                          |                          |                      |                      |                       |                       |                       |  |  |                    |                    |                    |  |  |                        |                        |                        |
|  |                          |                          |                          |                      |                      |                       |                       |                       |  |  |                    |                    |                    |  |  |                        |                        |                        |
|  | A1                       | Boston Bruins            | 3                        |                      |                      |                       |                       |                       |  |  |                    |                    |                    |  |  |                        |                        |                        |
|  | A1                       | Boston Bruins            | 3                        |                      |                      |                       |                       |                       |  |  |                    |                    |                    |  |  |                        |                        |                        |
|  | WC                       | Florida Panthers         | 4                        |                      |                      |                       |                       |                       |  |  |                    |                    |                    |  |  |                        |                        |                        |
|  | WC                       | Florida Panthers         | 4                        | A2                   | Toronto Maple Leafs  | 1                     |                       |                       |  |  |                    |                    |                    |  |  |                        |                        |                        |
|  |                          |                          |                          | A2                   | Toronto Maple Leafs  | 1                     |                       |                       |  |  |                    |                    |                    |  |  |                        |                        |                        |
|  | WC                       | Florida Panthers         | 4                        |                      |                      |                       |                       |                       |  |  |                    |                    |                    |  |  |                        |                        |                        |
|  | WC                       | Florida Panthers         | 4                        | A2                   | Toronto Maple Leafs  | 4                     |                       |                       |  |  |                    |                    |                    |  |  |                        |                        |                        |
|  |                          |                          |                          | A2                   | Toronto Maple Leafs  | 4                     |                       |                       |  |  |                    |                    |                    |  |  |                        |                        |                        |
|  | A3                       | Tampa Bay Lightning      | 2                        |                      |                      |                       |                       |                       |  |  |                    |                    |                    |  |  |                        |                        |                        |
|  | A3                       | Tampa Bay Lightning      | 2                        | M1                   | Carolina Hurricanes  | 0                     |                       |                       |  |  |                    |                    |                    |  |  |                        |                        |                        |
|  | Konferencja Wschodnia    |                          |                          | M1                   | Carolina Hurricanes  | 0                     |                       |                       |  |  |                    |                    |                    |  |  |                        |                        |                        |
|  |                          |                          | WC                       | Florida Panthers     | 4                    |                       |                       |                       |  |  |                    |                    |                    |  |  |                        |                        |                        |
|  | M2                       | New Jersey Devils        | WC                       | Florida Panthers     | 4                    | 4                     |                       |                       |  |  |                    |                    |                    |  |  |                        |                        |                        |
|  | M2                       | New Jersey Devils        |                          |                      |                      | 4                     |                       |                       |  |  |                    |                    |                    |  |  |                        |                        |                        |
|  | M3                       | New York Rangers         | 3                        |                      |                      |                       |                       |                       |  |  |                    |                    |                    |  |  |                        |                        |                        |
|  | M3                       | New York Rangers         | 3                        | M1                   | Carolina Hurricanes  | 4                     |                       |                       |  |  |                    |                    |                    |  |  |                        |                        |                        |
|  |                          |                          |                          | M1                   | Carolina Hurricanes  | 4                     |                       |                       |  |  |                    |                    |                    |  |  |                        |                        |                        |
|  | M2                       | New Jersey Devils        | 1                        |                      |                      |                       |                       |                       |  |  |                    |                    |                    |  |  |                        |                        |                        |
|  | M2                       | New Jersey Devils        | 1                        | M1                   | Carolina Hurricanes  | 4                     |                       |                       |  |  |                    |                    |                    |  |  |                        |                        |                        |
|  |                          |                          |                          | M1                   | Carolina Hurricanes  | 4                     |                       |                       |  |  |                    |                    |                    |  |  |                        |                        |                        |
|  | WC                       | New York Islanders       | 2                        |                      |                      |                       |                       |                       |  |  |                    |                    |                    |  |  |                        |                        |                        |
|  | WC                       | New York Islanders       | 2                        | WC                   | Florida Panthers     | 1                     |                       |                       |  |  |                    |                    |                    |  |  |                        |                        |                        |
|  |                          |                          |                          |                      |                      |                       |                       |                       |  |  |                    |                    |                    |  |  |                        |                        |                        |
|  |                          |                          | P1                       | Vegas Golden Knights | 3                    |                       |                       |                       |  |  |                    |                    |                    |  |  |                        |                        |                        |
|  | C1                       | Colorado Avalanche       | P1                       | Vegas Golden Knights | 3                    | 3                     |                       |                       |  |  |                    |                    |                    |  |  |                        |                        |                        |
|  | C1                       | Colorado Avalanche       |                          |                      |                      | 3                     |                       |                       |  |  |                    |                    |                    |  |  |                        |                        |                        |
|  | WC                       | Seattle Kraken           | 4                        |                      |                      |                       |                       |                       |  |  |                    |                    |                    |  |  |                        |                        |                        |
|  | WC                       | Seattle Kraken           | 4                        | C2                   | Dallas Stars         | 4                     |                       |                       |  |  |                    |                    |                    |  |  |                        |                        |                        |
|  |                          |                          |                          | C2                   | Dallas Stars         | 4                     |                       |                       |  |  |                    |                    |                    |  |  |                        |                        |                        |
|  | WC                       | Seattle Kraken           | 3                        |                      |                      |                       |                       |                       |  |  |                    |                    |                    |  |  |                        |                        |                        |
|  | WC                       | Seattle Kraken           | 3                        | C2                   | Dallas Stars         | 4                     |                       |                       |  |  |                    |                    |                    |  |  |                        |                        |                        |
|  |                          |                          |                          | C2                   | Dallas Stars         | 4                     |                       |                       |  |  |                    |                    |                    |  |  |                        |                        |                        |
|  | C3                       | Minnesota Wild           | 2                        |                      |                      |                       |                       |                       |  |  |                    |                    |                    |  |  |                        |                        |                        |
|  | C3                       | Minnesota Wild           | 2                        | P1                   | Vegas Golden Knights | 4                     |                       |                       |  |  |                    |                    |                    |  |  |                        |                        |                        |
|  | Konferencja Zachodnia    |                          |                          | P1                   | Vegas Golden Knights | 4                     |                       |                       |  |  |                    |                    |                    |  |  |                        |                        |                        |
|  |                          |                          | C2                       | Dallas Stars         | 2                    |                       |                       |                       |  |  |                    |                    |                    |  |  |                        |                        |                        |
|  | P2                       | Edmonton Oilers          | C2                       | Dallas Stars         | 2                    | 4                     |                       |                       |  |  |                    |                    |                    |  |  |                        |                        |                        |
|  | P2                       | Edmonton Oilers          |                          |                      |                      | 4                     |                       |                       |  |  |                    |                    |                    |  |  |                        |                        |                        |
|  | P3                       | Los Angeles Kings        | 2                        |                      |                      |                       |                       |                       |  |  |                    |                    |                    |  |  |                        |                        |                        |
|  | P3                       | Los Angeles Kings        | 2                        | P1                   | Vegas Golden Knights | 4                     |                       |                       |  |  |                    |                    |                    |  |  |                        |                        |                        |
|  |                          |                          |                          | P1                   | Vegas Golden Knights | 4                     |                       |                       |  |  |                    |                    |                    |  |  |                        |                        |                        |
|  | P2                       | Edmonton Oilers          | 2                        |                      |                      |                       |                       |                       |  |  |                    |                    |                    |  |  |                        |                        |                        |
|  | P2                       | Edmonton Oilers          | 2                        | P1                   | Vegas Golden Knights | 4                     |                       |                       |  |  |                    |                    |                    |  |  |                        |                        |                        |
|  |                          |                          |                          | P1                   | Vegas Golden Knights | 4                     |                       |                       |  |  |                    |                    |                    |  |  |                        |                        |                        |
|  | WC                       | Winnipeg Jets            | 1                        |                      |                      |                       |                       |                       |  |  |                    |                    |                    |  |  |                        |                        |                        |
|  | WC                       | Winnipeg Jets            | 1                        |                      |                      |                       |                       |                       |  |  |                    |                    |                    |  |  |                        |                        |                        |
|  |                          |                          |                          |                      |                      |                       |                       |                       |  |  |                    |                    |                    |  |  |                        |                        |                        |

### Wyniki spotkań playoff
| KONFERENCJA WSCHODNIA     |                           |             |               |               |               |               |               |               |               |
| Drużyna wyżej rozstawiona | Drużyna niżej rozstawiona | Wynik serii | Wyniki meczów | Wyniki meczów | Wyniki meczów | Wyniki meczów | Wyniki meczów | Wyniki meczów | Wyniki meczów |
| Drużyna wyżej rozstawiona | Drużyna niżej rozstawiona | Wynik serii | 1.            | 2.            | 3.            | 4.            | 5.            | 6.            | 7.            |
| Ćwierćfinały              |                           |             |               |               |               |               |               |               |               |
| Boston Bruins (A1)        | Florida Panthers (WC)     | 3 : 4       | 17 kwietnia   | 19 kwietnia   | 21 kwietnia   | 23 kwietnia   | 26 kwietnia   | 28 kwietnia   | 30 kwietnia   |
| Boston Bruins (A1)        | Florida Panthers (WC)     | 3 : 4       | 3 : 1         | 3 : 6         | 4 : 2         | 6 : 2         | 3 : 4D        | 5 : 7         | 3 : 4D        |
| Toronto Maple Leafs (A2)  | Tampa Bay Lightning (A3)  | 4 : 2       | 18 kwietnia   | 20 kwietnia   | 22 kwietnia   | 24 kwietnia   | 27 kwietnia   | 29 kwietnia   |               |
| Toronto Maple Leafs (A2)  | Tampa Bay Lightning (A3)  | 4 : 2       | 3 : 7         | 7 : 2         | 4 : 3D        | 5 : 4D        | 2 : 4         | 2 : 1D        |               |
| Carolina Hurricanes (M1)  | New York Islanders (WC)   | 4 : 2       | 17 kwietnia   | 19 kwietnia   | 21 kwietnia   | 23 kwietnia   | 25 kwietnia   | 28 kwietnia   |               |
| Carolina Hurricanes (M1)  | New York Islanders (WC)   | 4 : 2       | 2 : 1         | 4 : 3D        | 1 : 5         | 5 : 2         | 2 : 3         | 2 : 1D        |               |
| New Jersey Devils (M2)    | New York Rangers (M3)     | 4 : 3       | 18 kwietnia   | 20 kwietnia   | 22 kwietnia   | 24 kwietnia   | 27 kwietnia   | 29 kwietnia   | 1 maja        |
| New Jersey Devils (M2)    | New York Rangers (M3)     | 4 : 3       | 1 : 5         | 1 : 5         | 2 : 1D        | 3 : 1         | 4 : 0         | 2 : 5         | 4 : 0         |
| Półfinały                 |                           |             |               |               |               |               |               |               |               |
| Toronto Maple Leafs (A2)  | Florida Panthers (WC)     | 1 : 4       | 2 maja        | 4 maja        | 7 maja        | 10 maja       | 12 maja       |               |               |
| Toronto Maple Leafs (A2)  | Florida Panthers (WC)     | 1 : 4       | 2 : 4         | 2 : 3         | 2 : 3D        | 2 : 1         | 3 : 2D        |               |               |
| Carolina Hurricanes (M1)  | New Jersey Devils (M2)    | 4 : 1       | 3 maja        | 5 maja        | 7 maja        | 9 maja        | 11 maja       |               |               |
| Carolina Hurricanes (M1)  | New Jersey Devils (M2)    | 4 : 1       | 5 : 1         | 6 : 1         | 4 : 8         | 6 : 1         | 3 : 2D        |               |               |
| Finał                     |                           |             |               |               |               |               |               |               |               |
| Carolina Hurricanes (M1)  | Florida Panthers (WC)     | 0 : 4       | 18 maja       | 20 maja       | 22 maja       | 24 maja       |               |               |               |
| Carolina Hurricanes (M1)  | Florida Panthers (WC)     | 0 : 4       | 2 : 34D       | 1 : 2D        | 0 : 1         | 3 : 4         |               |               |               |

| KONFERENCJA ZACHODNIA     |                           |             |               |               |               |               |               |               |               |
| Drużyna wyżej rozstawiona | Drużyna niżej rozstawiona | Wynik serii | Wyniki meczów | Wyniki meczów | Wyniki meczów | Wyniki meczów | Wyniki meczów | Wyniki meczów | Wyniki meczów |
| Drużyna wyżej rozstawiona | Drużyna niżej rozstawiona | Wynik serii | 1.            | 2.            | 3.            | 4.            | 5.            | 6.            | 7.            |
| Ćwierćfinały              |                           |             |               |               |               |               |               |               |               |
| Colorado Avalanche (C1)   | Seattle Kraken (WC)       | 3 : 4       | 18 kwietnia   | 20 kwietnia   | 22 kwietnia   | 24 kwietnia   | 26 kwietnia   | 28 kwietnia   | 30 kwietnia   |
| Colorado Avalanche (C1)   | Seattle Kraken (WC)       | 3 : 4       | 1 : 3         | 3 : 2         | 6 : 4         | 2 : 3D        | 2 : 3         | 4 : 1         | 1 : 2         |
| Dallas Stars (C2)         | Minnesota Wild (C3)       | 4 : 2       | 17 kwietnia   | 19 kwietnia   | 21 kwietnia   | 23 kwietnia   | 25 kwietnia   | 28 kwietnia   |               |
| Dallas Stars (C2)         | Minnesota Wild (C3)       | 4 : 2       | 2 : 32D       | 7 : 3         | 1 : 5         | 3 : 2         | 4 : 0         | 4 : 1         |               |
| Vegas Golden Knights (P1) | Winnipeg Jets (WC)        | 4 : 1       | 18 kwietnia   | 20 kwietnia   | 22 kwietnia   | 24 kwietnia   | 27 kwietnia   |               |               |
| Vegas Golden Knights (P1) | Winnipeg Jets (WC)        | 4 : 1       | 1 : 5         | 5 : 2         | 5 : 42D       | 4 : 2         | 4 : 1         |               |               |
| Edmonton Oilers (P2)      | Los Angeles Kings (P3)    | 4 : 2       | 17 kwietnia   | 19 kwietnia   | 21 kwietnia   | 23 kwietnia   | 25 kwietnia   | 29 kwietnia   |               |
| Edmonton Oilers (P2)      | Los Angeles Kings (P3)    | 4 : 2       | 3 : 4D        | 4 : 2         | 2 : 3D        | 5 : 4D        | 6 : 3         | 5 : 4         |               |
| Półfinały                 |                           |             |               |               |               |               |               |               |               |
| Dallas Stars (C2)         | Seattle Kraken (WC)       | 4 : 3       | 2 maja        | 4 maja        | 7 maja        | 9 maja        | 11 maja       | 13 maja       | 15 maja       |
| Dallas Stars (C2)         | Seattle Kraken (WC)       | 4 : 3       | 4 : 5D        | 4 : 2         | 2 : 7         | 6 : 3         | 5 : 2         | 3 : 6         | 2 : 1         |
| Vegas Golden Knights (P1) | Edmonton Oilers (P2)      | 4 : 2       | 3 maja        | 6 maja        | 8 maja        | 10 maja       | 12 maja       | 14 maja       |               |
| Vegas Golden Knights (P1) | Edmonton Oilers (P2)      | 4 : 2       | 6 : 4         | 1 : 5         | 5 : 1         | 1 : 4         | 4 : 3         | 5 : 2         |               |
| Finał                     |                           |             |               |               |               |               |               |               |               |
| Vegas Golden Knights (P1) | Dallas Stars (C2)         | 4 : 2       | 19 maja       | 21 maja       | 23 maja       | 25 maja       | 27 maja       | 29 maja       |               |
| Vegas Golden Knights (P1) | Dallas Stars (C2)         | 4 : 2       | 4 : 3D        | 3 : 2D        | 4 : 0         | 2 : 3D        | 2 : 4         | 6 : 0         |               |

## Nagrody

### Trzy gwiazdy miesiąca (NHL Three Stars of the Month)[69]
| Miesiąc     | 1 | 1                                        | 2 | 2                                   | 3 | 3                                   |
| ----------- | - | ---------------------------------------- | - | ----------------------------------- | - | ----------------------------------- |
| Październik |   | Connor McDavid Edmonton Oilers           |   | David Pastrňák Boston Bruins        |   | Artiemij Panarin New York Rangers   |
| Listopad    |   | Jason Robertson Dallas Stars             |   | Vítek Vaněček New Jersey Devils     |   | Mitchell Marner Toronto Maple Leafs |
| Grudzień    |   | Aleksander Owieczkin Washington Capitals |   | Connor McDavid Edmonton Oilers      |   | Tage Thompson Buffalo Sabres        |
| Styczeń     |   | Jack Hughes New Jersey Devils            |   | David Pastrňák Boston Bruins        |   | Vince Dunn Seattle Kraken           |
| Luty        |   | Connor McDavid Edmonton Oilers           |   | Nathan MacKinnon Colorado Avalanche |   | Linus Ullmark Boston Bruins         |
| Marzec      |   | Connor McDavid Edmonton Oilers           |   | Leon Draisaitl Colorado Avalanche   |   | Clayton Keller Arizona Coyotes      |

### Trzy gwiazdy tygodnia (NHL Three Stars of the Week)
| Miesiąc     | Data                                                      | Data                                                     | Data                                                        | Data                                                                | Data                                                       |
| ----------- | --------------------------------------------------------- | -------------------------------------------------------- | ----------------------------------------------------------- | ------------------------------------------------------------------- | ---------------------------------------------------------- |
| Październik |                                                           | 07-16.10                                                 | 17-23.10                                                    | 24-30.10                                                            |                                                            |
| Październik |                                                           | 1. Sidney Crosby 2. Connor McDavid 3. Jake Oettinger     | 1. Rasmus Dahlin 2. Brady Tkachuk 3. Mackenzie Blackwood    | 1. Connor McDavid 2. Jesper Bratt 3. Marc-Andre Fleury              |                                                            |
| Listopad    | 31.10-6.11                                                | 7-13.11                                                  | 14-20.11                                                    | 21-27.11                                                            |                                                            |
| Listopad    | 1. Jason Robertson 2. Nathan MacKinnon 3. Erik Karlsson   | 1. Mikko Rantanen 2. Linus Ullmark 3. Adam Fox           | 1. Sidney Crosby 2. Pawieł Buczniewicz 3. Martin Jones      | 1. Jason Robertson 2. Josh Morrissey 3. Ilja Sorokin                |                                                            |
| Grudzień    | 28.11-4.12                                                | 5-11.12                                                  | 12-18.12                                                    | 19-25.12                                                            |                                                            |
| Grudzień    | 1. Connor McDavid 2. Dylan Kozens 3. Jason Robertson      | 1. Charlie Lindgren 2. Tage Thompson 3. William Nylander | 1. Aleksander Owieczkin 2. Tage Thompson 3. Mats Zuccarello | 1. Aleksander Owieczkin 2. Aleksander Georgijew 3. Elias Pettersson |                                                            |
| Styczeń     | 26.12-1.01                                                | 2-8.01                                                   | 9-15.01                                                     | 16-22.01                                                            | 23-29.01                                                   |
| Styczeń     | 1. Filip Forsberg 2. Erik Karlsson 3. Antti Raanta        | 1. David Pastrňák 2. Jack Hughes 3. Rasmus Dahlin        | 1. Martin Jones 2. Lucas Raymond 3. Nikita Kuczerow         | 1. Zach Hyman 2. Steven Stamkos 3. Trevor Zegras                    | 1. Claude Giroux 2. William Nylander 3. Andriej Wasilewski |
| Luty        | 30.01-5.02                                                | 6.02-12.02                                               | 13.02-19.02                                                 | 20.02-26.02                                                         |                                                            |
| Luty        | 1. Matthew Tkachuk 2. Dylan Larkin 3. Mitchell Marner     | 1. Artiemij Panarin 2. Erik Karlsson 3. Clayton Keller   | 1. Tim Stützle 2. Nathan MacKinnon 3. Dylan Larkin          | 1. Connor McDavid 2. Linus Ullmark 3. John Gibson                   |                                                            |
| Marzec      | 27.02-5.03                                                | 6.03-12.03                                               | 13.03-19.03                                                 | 20.03-26.03                                                         |                                                            |
| Marzec      | 1. Dmitrij Orłow 2. Claude Giroux 3. Filip Gustavsson     | 1. Clayton Keller 2. Sidney Crosby 3. Mitchell Marner    | 1. Mika Zibanejad 2. Cale Makar 3. Jeremy Swayman           | 1. Viktor Arvidsson 2. Nick Suzuki 3. Filip Gustavsson              |                                                            |
| Kwiecień    | 27.03-2.04                                                | 3.04-9.04                                                |                                                             |                                                                     |                                                            |
| Kwiecień    | 1. Andriej Wasilewski 2. Leon Draisaitl 3. David Pastrňák | 1. Nathan MacKinnon 2. Jordan Eberle 3. Alex Lyon        |                                                             |                                                                     |                                                            |